# アラブ・ハザール戦争
アラブ・ハザール戦争（アラブ・ハザールせんそう、英: Arab–Khazar wars）は、遊牧民国家のハザールと、正統カリフ、ウマイヤ朝、アッバース朝及びその従属勢力との間で行われた一連の戦争である。歴史家は通常この戦争を642年から652年頃にかけて起こった第一次アラブ・ハザール戦争と、722年頃から737年にかけて起こった第二次アラブ・ハザール戦争の二つの期間に分けて区別している。しかし、これらの期間以外にも7世紀の中頃から8世紀の終わりにかけて散発的な襲撃や単発での軍事衝突がたびたび起きていた。
アラブとハザールの戦争は、主としてウマイヤ朝のカリフが南コーカサスと既にハザールが勢力を築いていた北コーカサスの支配を確保しようと試みた結果として発生した。640年代から650年代の初めにかけて行われた最初のアラブ軍による侵攻は、アブドゥッラフマーン・ブン・ラビーアの率いるアラブ軍がハザールの都市のバランジャルにおいて敗北を喫したことで終わりを迎えた。その後、710年代に双方の勢力が互いにコーカサス山脈を越えて襲撃する形で戦争が再開された。ウマイヤ朝の著名な将軍であるジャッラーフ・アル＝ハカミーとマスラマ・ブン・アブドゥルマリクに率いられたアラブ軍は、デルベントとハザールの南方の首都であるバランジャルを占領することに成功したものの、これらの成功は南コーカサスの深部への襲撃を繰り返していた遊牧民のハザールにはほとんど影響を与えなかった。このような状況の中、730年にハザール軍がアルダビールの戦いでウマイヤ朝軍に大勝を収め、ジャッラーフを戦死させたものの、翌年には敗北して北へ押し戻された。マスラマはデルベントを取り戻し、この都市をアラブ軍の重要な前線基地かつ軍事植民地としたが、732年にカリフのヒシャームによって更迭され、マルワーン・ブン・ムハンマド（後のウマイヤ朝のカリフのマルワーン2世）が後任となった。その後は比較的局地的な武力衝突が続いたものの、737年にマルワーンがヴォルガ川沿いのハザールの首都であるイティルに達する大規模な遠征を敢行し、ハザールのカガン（ユーラシアの北方遊牧騎馬民族で用いられた君主号の一つ）に対し何らかの形による服属を認めさせた後に撤退した。
737年のマルワーンの遠征は二つの勢力間における大規模な戦争に終止符を打ち、アラブ人は南コーカサスの支配を確保してデルベントを最北のイスラーム勢力の前線基地として確立させた。しかしながら、打ち続いた戦争は同時にウマイヤ朝の軍事力を弱体化させ、数年後に始まるウマイヤ朝の内戦とアッバース革命による王朝の最終的な崩壊に影響を与えることになった。コーカサスにおけるその後のイスラーム勢力とハザールの関係は、ハザールのカガンと現地のアラブ人の統治者、もしくはコーカサスの地方政権の王族との間の婚姻政策を通じた同盟関係の確保に失敗した結果、760年代と799年の二回にわたってハザールの侵攻を招いたことを除き、大部分の期間において平穏な状態が続いた。ハザールとコーカサスのイスラーム系諸勢力に挟まれた地域では、10世紀後半にハザールが崩壊するまで時折紛争が発生したものの、8世紀に起きたような大規模な戦争が繰り返されることはなかった。

## 戦略的な背景と戦争の動機

### 遊牧民と定住民の境界地域としてのコーカサス

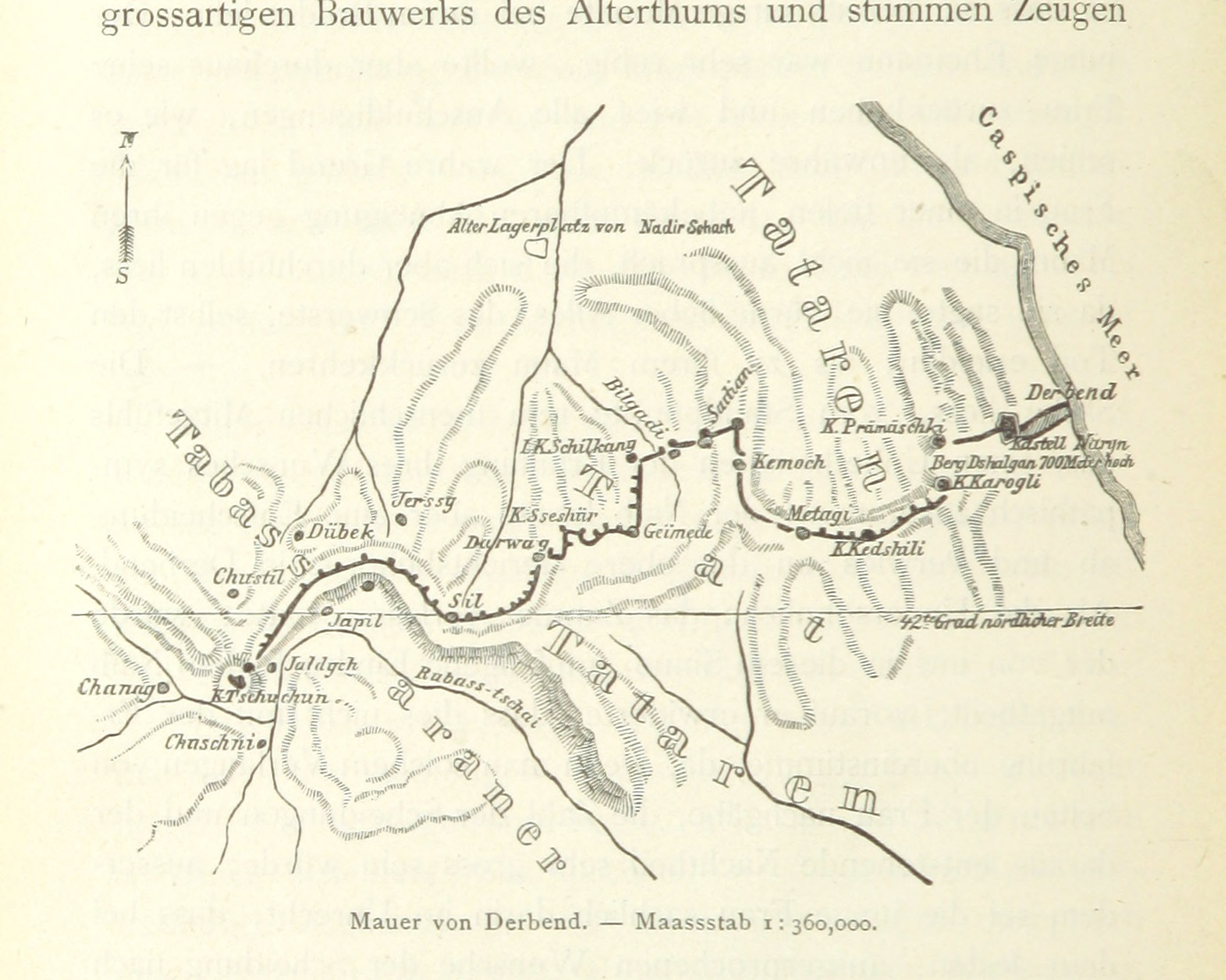
「アレクサンドロスの門」として知られるサーサーン朝時代に築かれたデルベントの要塞群の地図（ローデリヒ・フォン・エルケルト作成）

アラブとハザールの戦争は、ポントス・カスピ海草原の遊牧民世界と、コーカサス山脈の南側の定住民世界との間において長期にわたって続いた一連の軍事紛争の一部であった。山脈を越える二つの主要なルートである山脈中央部のダリアル峠（アランの門）と東のカスピ海沿いに位置するデルベント（カスピ海の門、またはアレクサンドロスの門として知られる）は、古典古代の時代から侵入路として利用されてきた。その結果として、スキタイやフンなどの草原の民の破壊的な襲撃に対するコーカサスの辺境地帯の防衛は、近東地域に築かれた帝国の支配者にとって最も重要な責務の一つと見なされるようになった。これは「ゴグとマゴグ」の大群をアレクサンドロス大王が神の助けを借りて排除したとする中東の文化において一般的に信じられている俗説に反映されている。歴史家のジェラルド・マコが指摘するように、アレクサンドロスの防壁が破られ、ゴグとマゴグが突破すれば世界の終末が訪れるであろうことから、草原の民は「血を飲み、子供を喰らい、止まることを知らない強欲と残虐性に満ちた未開の野蛮人」であるとするユーラシアの定住文明によって考えられていた典型的な「北の野蛮人」であった。
襲撃にさらされやすいカスピ海沿岸の辺境地域を防衛するために、石造りの要塞群の建設がサーサーン朝の王であるペーローズ1世（在位：457年 - 484年）の治世に始まり、ホスロー1世（在位：531年 - 579年）の時代に完成をみた。これらの要塞群はコーカサス山脈の東の山麓からカスピ海まで45キロメートル以上にわたって伸びていた。ペルシア語のダール＝バンド（Dar-band,「閉じられた門」を意味する）の名から想起されるように、デルベントの要塞は戦略的に極めて重要な要塞群の中心的存在であった。

### 対立するアラブとハザール

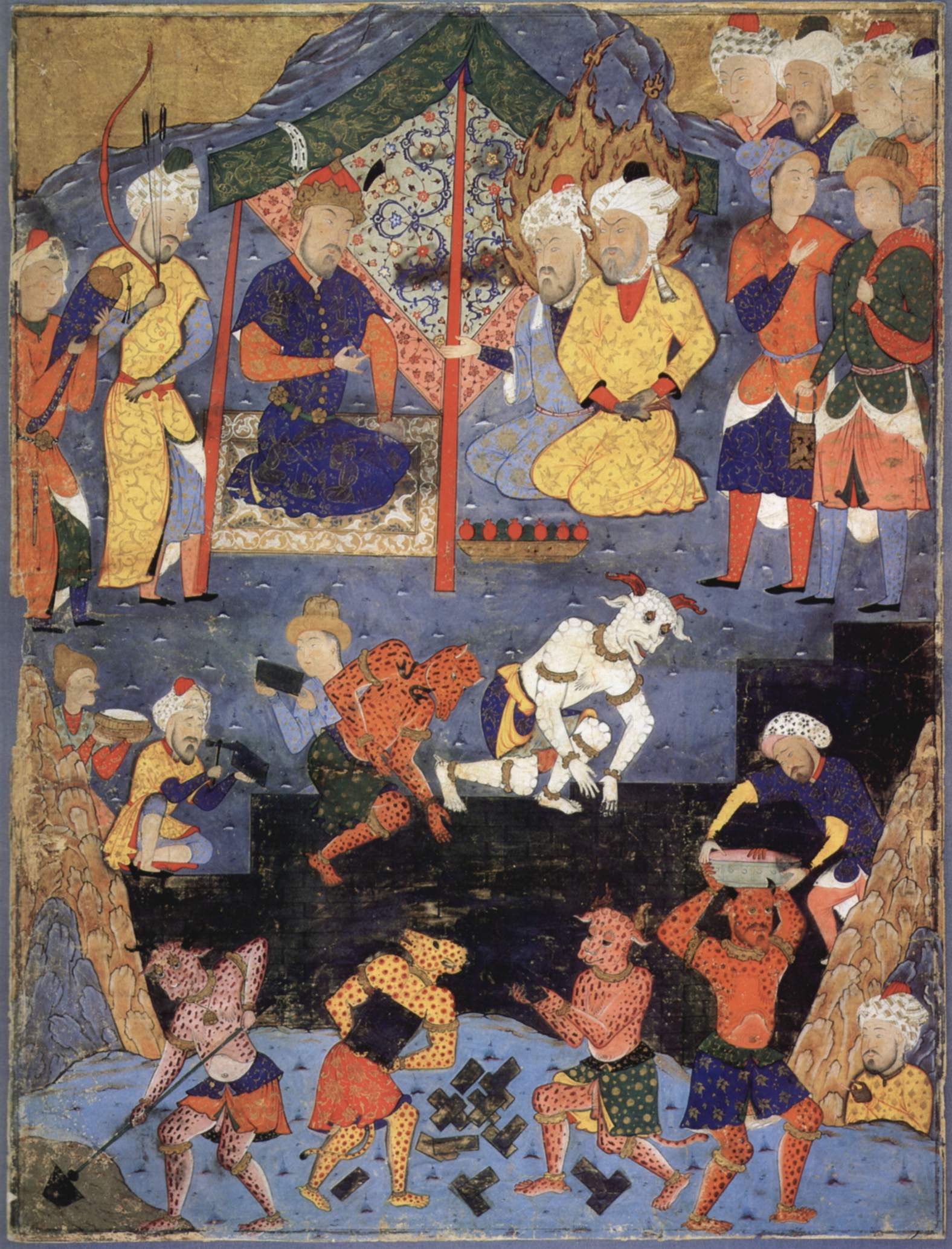
ズー・ル＝カルナイン（クルアーンに登場し、一般的にはアレクサンドロス大王を指すと考えられている）がジンの助けを借りて野蛮人のゴグとマゴグを文明化された人々から遠ざけるために鉄の壁を築いている様子が描かれている。（16世紀のペルシアの細密画）

テュルク系と考えられているハザールは6世紀後半に現代のダゲスタンの一帯に現れ、当初は突厥の支配下にあった。しかし突厥の崩壊後、7世紀までに北コーカサス一帯に独立した支配的な勢力として台頭した。この地域における最も新しい草原地帯の勢力として、初期の中世の作家たちはハザールをゴグとマゴグと同一視するようになり、デルベントのサーサーン朝の要塞群をアレクサンドロスの壁とみなすようになった。
他の近東の人々と同じように、アラブ人はすでにクルアーンにおいてヤージュージュとマージュージュとして登場するゴグとマゴグの伝説に慣れ親しんでいた。イスラーム教徒による征服の後、これらの知見はアラブ人にとって新しい対象である文化的概念の多くを取り入れることによってより高められていった。初期のイスラーム帝国は、自身をサーサーン朝、そしてより影響は限られるものの、ビザンツ帝国、伝統、さらには「文明意識」の継承者であるとみなしていた。その結果、アラブのカリフたちは、マコの言葉を借りれば「定住世界、言い換えれば文明化された世界を北方の野蛮人から守ること」が自身の責務であるという考えを取り入れた。この考えは、イスラーム教徒の世界である「イスラームの家」(Dār al-Islām) と、ハザールのような異教徒（テングリ信仰）のテュルク人の草原の民に支配されている「戦争の家」(Dār al-ḥarb) というイスラーム教徒による世界の区分に関する概念によってより一層強められた。
要塞の建設や政治的な同盟を通して草原の民を単純に封じ込めようとしていたビザンツ帝国やサーサーン朝などの先行した勢力とは異なり、アラブ人は「征服に興味を示す拡張主義者」であった。当初からアラブ人は北方への拡大を積極的に追求しており、独立した政治勢力としてのハザールの生存に急速かつ直接的な脅威をもたらした。一方でハザールは先行して存在した遊牧民と共通する戦略に従った。ハザールの襲撃は南コーカサスの深部からさらにはメソポタミアや小アジア（アナトリア）にまで及んだ可能性があるものの、征服を目的としたものではなく、定住民の防御体制を試すという遊牧民にとって典型的な行動をとった。これは同時に略奪の手段でもあり、その獲得と分配は部族の連合を維持するための基本的な手段であった。そしてハザールにとって戦争における戦略的に重要な目標は、コーカサスの交通路を支配することにあった。
コーカサス山脈東部一帯はアラブとハザールの戦争における主要な舞台となり、アラブ軍はデルベント（アラビア語ではバーブ・アル＝アブワーブ (Bāb al-Abwāb)「諸門の門」を意味する）とハザールの都市であるバランジャルとサマンダルを支配することを目指していた。バランジャルとサマンダルの正確な位置については現代の研究者によっても明らかにされていないものの、双方の都市は複数のアラブの著述家によってハザールの首都として言及されており、それぞれ冬と夏の首都として機能していた可能性がある。後にはアラブ軍による攻撃の影響によって、ハザールは首都をさらに北のヴォルガ川の河口に位置するイティル（アラビア語ではアル＝バイダ）へ移した。
アラブとハザールの対照的な軍隊の構成は、社会の性質に由来する異なる軍事哲学を反映している。アラブの軍隊にはかなりの規模の軽騎兵と重騎兵の部隊が含まれていたものの、これらのアラブの騎兵隊による戦闘は、大抵において馬から降りて徒歩で戦う前の戦闘の初期段階における小競り合いに限定されており、戦闘の主力は歩兵に依存していた。一方のハザールは南方の文明の要素を取り入れて都市を保有していたものの、大部分においては部族的で半遊牧的な要素を維持していた。中央アジアで生まれた他の草原社会と同様にハザールは戦争において非常に高い機動力を発揮し、高度に熟練した頑健な騎兵隊に依存していた。歴史家のハーリド・ヤフヤー・ブランキンシップは、「ハザールの国家は高度に組織化されておらず、迅速な投降や体制の急激な崩壊に結びつく中心的な機構を持っていなかったため、イスラーム教徒にとっては対処が困難な対立勢力であることを証明することになった」と述べている。

## アラブとビザンツ帝国の戦争との関係

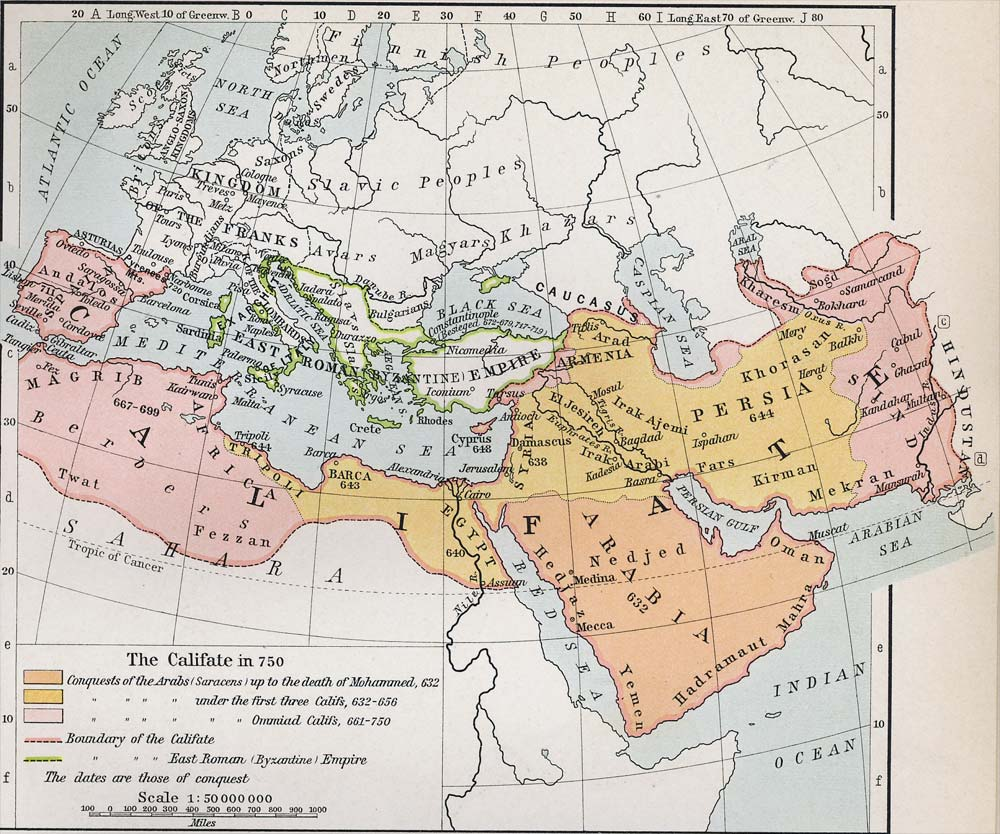
750年までのイスラーム帝国の拡大の様子（Historical Atlas）
ムハンマド死去の時点のイスラーム国家の勢力
正統カリフによる拡大範囲
ウマイヤ朝による拡大範囲
ビザンツ帝国

アラブとハザールの戦争は、コーカサス山脈に隣接し、戦争の舞台となった小アジア東縁におけるビザンツ帝国に対するイスラーム帝国の長期にわたる戦争ともある程度関連していた。ビザンツ帝国の皇帝たちはアラブとハザールの戦争の大部分の期間において、705年のユスティニアノス2世（在位：685年 - 695年、705年 - 711年）のハザール王女（テオドラ）との結婚のような特別な例を含むハザールとの実質的な同盟関係に等しい密接な関係を築こうとした。また、アルメニアを介してビザンツ帝国とハザールの連携が実現することは、とりわけアルメニアがウマイヤ朝の本拠地であるシリアに近接していることから、ウマイヤ朝にとっては重大な脅威であった。しかしこの連携は実現せず、ウマイヤ朝が広汎な自治を認めたことでアルメニアの大部分では平穏な状態が続き、ビザンツ帝国も同様にアルメニアに対する積極的な軍事行動は控えていた。実際にはハザールの襲撃によってもたらされる共通の脅威を考慮した結果として、ウマイヤ朝はハザールに対するアルメニア人（および隣接するジョージア人）との積極的な同盟関係に行き着くことになった。
一部のビザンツ学者、特にディミトリ・オボレンスキーは、ハザールに対するアラブの軍事展開は、北からビザンツ帝国の防衛線の背後に回り、ビザンツ帝国を包囲して挟撃しようとする動機に基づいていたという説を提示している。しかし、この説はあり得そうもないとして現代の学者からは受け入れられていない。歴史家のダヴィド・ワッサースタインは、この考えは「ビザンツ帝国がイスラーム教徒に対してすでに戦争の初期の段階で帝国を征服することはできないであろうと思わせることに成功」しており、さらには戦争の過程で明らかにすることができる以上に「はるかに多くのヨーロッパの地理に関する知識と理解」をイスラーム教徒が有していたという前提を受け入れる必要があるとし、途方もない野心に基づく構想であると述べている。マコは同様に、720年代まではアラブとハザールの戦争はかなり限定された状況の中で進行しており、このような壮大な戦略的計画の存在を裏付ける証拠はないと述べている。
コーカサスを越えたアラブ人の北方への拡大は、少なくとも当初はイスラーム教徒の初期の征服活動が推し進められていた勢いの結果であり、地方のアラブ軍の司令官が場当たり的に、そして全般的な計画を立てることなしに征服の機会を利用しようとしていた可能性が高い。この拡大はカリフの命令に正面から逆らっていた可能性があるものの、このような行為はこの時代にはしばしば繰り返し起きていた。戦略的な観点から見れば、8世紀初頭にビザンツ帝国が東部の国境地帯に対して高まっていた圧力を軽減するために、ハザールに対してウマイヤ朝を攻撃するように働きかけていた可能性が非常に高く、実際に720年代と730年代にイスラーム教徒の軍隊が北方へ軍事行動を起こしたことから、733年に将来のビザンツ皇帝であるコンスタンティノス5世（在位：741年 - 775年）とハザールの王女チチャクとの婚姻を通じた同盟関係が成立し、ビザンツ帝国は大きな利益を得ることになった。
また、シルクロードの北方の交易路の支配権を握ることがイスラーム帝国の戦争へのさらなる動機につながったとする説があるものの、マコはシルクロードにおける交通量が最も増大した時期である8世紀半ば以降にアラブとハザールの間の戦争行為が減少したことを根拠にこの主張に異議を唱えている。

## 第一次アラブ・ハザール戦争と余波
ハザールは602年から628年にかけて続いたビザンツ帝国とサーサーン朝の戦争中に西突厥の配下としてコーカサスにおける最初の軍事行動を起こした（第三次ペルソ・テュルク戦争）。テュルク人はデルベントを破壊し、ビザンツ軍とともにティフリス（現代のトビリシ）の包囲に加わった。この協力はサーサーン朝に対するビザンツ帝国の最終的な勝利に決定的な影響を及ぼすことになった。その後の数年間はハザールがイベリア（ほぼ現代のジョージアに相当する地域）、アルバニア（現代のアゼルバイジャンに相当する地域）、およびアーザルバーイジャーン（現代のイランの最北西部）をある程度統制していた一方で、南コーカサスの南西部を占めるアルメニアはビザンツ帝国の勢力下に残っていた。しかし、630年か632年頃に内部紛争によってハザールもしくは西突厥の君主が死亡したのち、南コーカサス東部におけるハザールの活動は停止した。

コーカサスの地形図（地名と行政区画は現代のもの）

アラブとハザールはイスラーム教徒の初期の征服活動の結果として双方の間で紛争状態に置かれることになった。640年までにアラブ人はアルメニアに到達し、642年にはアブドゥッラフマーン・ブン・ラビーアの下でコーカサスを縦断して最初の襲撃を開始した。イラン北部出身の歴史家であるタバリーの『諸使徒と諸王の歴史』によれば、この襲撃はデルベントに達し、そこでペルシアの太守であるシャフルバラーズとその追随者たちがジズヤ（異教徒に課される租税）の負担を軽減するのであれば要塞を明け渡し、さらには要求に従わない土着のコーカサスの住民に対して助力すると申し出た。この提案はカリフのウマル・ブン・アル＝ハッターブ（在位：634年 - 644年）によって認められた。
645年か646年にアラブ軍はハザール人とアラン人の兵が構成する部隊で増強されていたビザンツ軍をアルメニアで破った。その結果、650年代初頭に南コーカサスにおけるアラブ人の覇権が確立されることになった。652年にはテオドロス・ルシュトゥニを代表とするアルメニア人貴族がカリフの君主としての地位を認め、その後の654年に起きたアルメニア人の反乱も失敗に終わり、アラブの覇権はイベリアにも広がっていった。
タバリーはアラブ人による最初のハザールの地への侵攻は早ければ642年に始まったとしており、アブドゥッラフマーン・ブン・ラビーアは損害を被ることなくバランジャルに到達し、配下の騎兵隊はバランジャルの北へ200パラサング（約800キロメートル）に至るまで侵攻したと主張している。しかし、侵攻の日付とアラブ軍が人的消耗を被ることがなかったという信じ難い主張は現代の学者によって議論の対象となっている。デルベントを拠点とするアブドゥッラフマーンは、その後の数年間にわたって頻繁に行われたハザールに対する襲撃を率いたものの、これらは小規模な事件であり、文献において大きな重要性をもって扱われている出来事はない。651年か652年には警戒と自制を促すカリフの指示を無視し、アブドゥッラフマーンがバランジャルの占領を目指して強力な軍隊を率い北へ向かった。アラブ軍はバランジャルを数日間包囲したものの、最終的にはハザールの救援部隊の到着に加えて都市側から総攻撃を受けたことで大敗を喫した。戦いの後にはアブドゥッラフマーン（9世紀の歴史家のバラーズリーはアブドゥッラフマーンではなくその兄弟のサルマーン・ブン・ラビーアと伝えている）と4,000人のイスラーム教徒の兵士の遺体が戦場に残された。3年後、ハザールはハビーブ・ブン・マスラマ・アル＝フィフリーに率いられた報復的な軍事侵攻を撃退した。これらの襲撃を受けた影響によって、ハザールはアラブ軍の到達を回避することを目的にバランジャルを放棄して首都をさらに北へ移動させた。
その後、イスラーム世界では正統カリフ時代末期の内戦である第一次内乱が勃発し、他の戦線への対処を優先させたことから、アラブ人は8世紀初頭まで再びハザールへの攻撃に乗り出すことはなかった。一方のハザールはイスラーム教徒の緩やかな支配の下に置かれていた南コーカサスの諸勢力に対して数度襲撃に乗り出した程度であった。661年か662年のアルバニアへの襲撃では現地勢力の統治者に敗北したものの、683年もしくは685年の南コーカサスを縦断する大規模な襲撃はイスラーム世界が内戦（第二次内乱）の最中であった影響もあり大きな成功を収め、多くの戦利品と捕虜を獲得した。それぞれイベリアとアルメニアの君主であったアダルナゼ2世とグリゴル1世マミコニアンは、襲撃への抵抗を試みたものの殺害された。

## 第二次アラブ・ハザール戦争

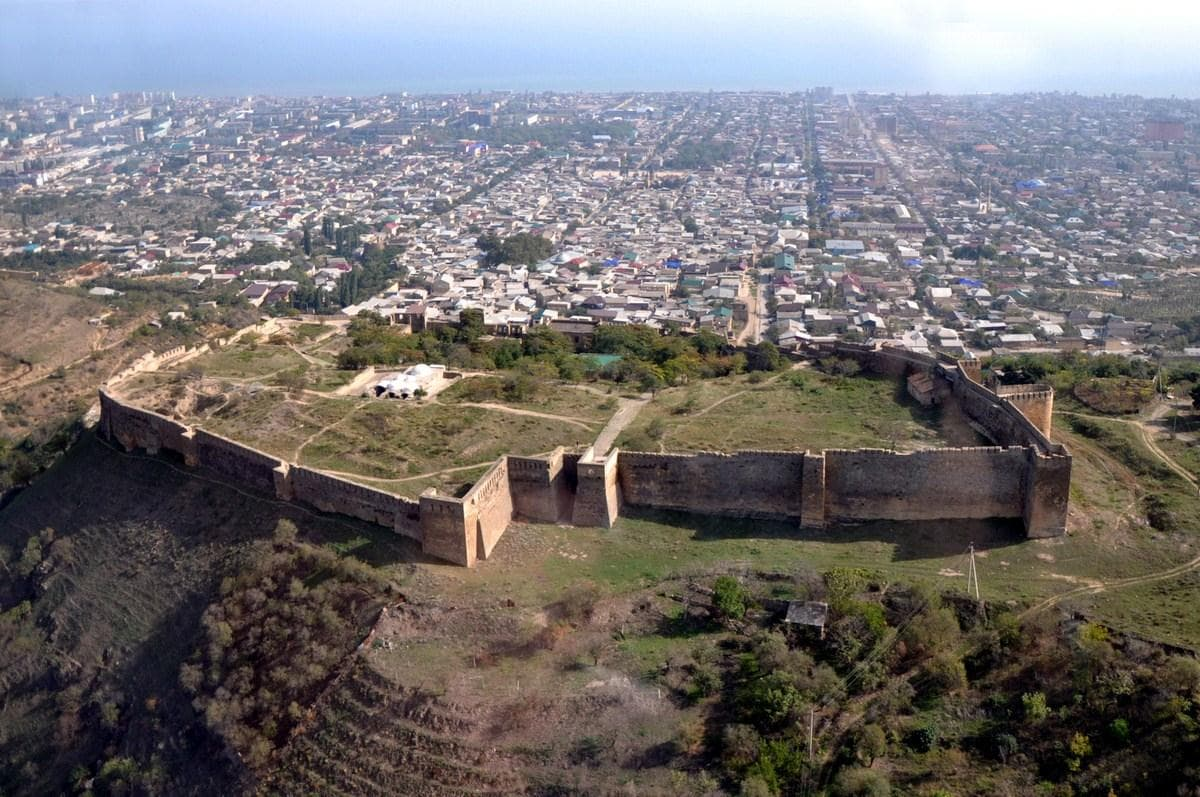
ナリン＝カラの名で知られるサーサーン朝時代のデルベントの要塞と街並み

二つの勢力間の関係は8世紀初頭まで比較的平穏な状態が続いた。しかしながら、その頃までに戦争の新たな段階への舞台が整えられることになった。ビザンツ帝国はすでにコーカサスにおける政治的な影響力を失っており、ウマイヤ朝は705年にアルメニアの大規模な反乱を鎮圧すると支配力を強化し、アルミニヤ州を設置してアルメニアを直接アラブの統治下に置いた。そしてすぐにアラブとハザールはコーカサスの支配をめぐって直接対立することになった。現代のジョージアを含む南コーカサスの北西部のみが二つの対立勢力のいずれかによる直接的な支配から逃れていた。
紛争は早ければ707年に再開され、カリフのアブドゥルマリク（在位：685年 - 705年）の息子でウマイヤ朝の将軍であるマスラマ・ブン・アブドゥルマリクがアーザルバーイジャーンと当時ハザールの支配下にあったと考えられているデルベントへ至る軍事行動を展開した。デルベントへのさらなる攻撃は、708年のムハンマド・ブン・マルワーンによるものと翌709年のマスラマによるものが複数の史料において言及されているものの、デルベントを奪回したと考えられる最も可能性が高い日付は713年もしくは714年のマスラマの遠征によるものである。その後、マスラマはハザールに従属していた北コーカサスに居住するフンの征服を試み、ハザールの領土の奥深くまで侵攻した。ハザールは将軍のアルプ・タルカンの下でマスラマと戦うだけでなく、対抗して南方のアルバニアへの襲撃に乗り出した。717年にはハザール軍が大挙してアーザルバーイジャーンを襲撃したが、ウマイヤ朝のカリフのウマル2世（在位：717年 - 720年）が派遣したハーティン・ブン・アル＝ヌウマーンの指揮するアラブ軍によって追い返され、ハーティンは50人のハザール人の捕虜を伴ってカリフの下へ帰還した。

### 紛争の拡大
721年か722年には戦争の主要な段階が始まった。両年にまたがる冬の期間中に30,000人のハザール軍がアルメニアに侵入し、2月か3月にアルメニアとアーザルバーイジャーンの総督として現地を統治していたマアラク・ブン・サッファール・アル＝バフラーニーのほぼシリア人からなる部隊をマルジュ・アル＝ヒジャーラ（Marj al-Hijara,「岩がちな牧草地」を意味する）で壊滅させた。カリフのヤズィード2世（在位：720年 - 724年）はこれに対抗して最も重用していた将軍の一人であるジャッラーフ・アル＝ハカミーに25,000人のシリア人の部隊を預けて北へ向かわせた。ジャッラーフの接近の報を受けると、ハザール軍は依然としてイスラーム教徒の守備隊が守り続けていたデルベントの近隣まで撤退した。ジャッラーフは素早く進軍して妨害を受けることなくデルベントへ入ることに成功すると、ハザールの領内に向かってハザールの部隊への襲撃を開始した。自軍の大半を引き連れ、ジャッラーフはデルベントから北へ一日行軍した地点においてハザールのカガンの息子の一人であるバルジクが率いる40,000人におよぶハザールの軍隊を破った。アラブ軍はさらに北へ進んでハムジン（Khamzin）とタルグ（Targhu）の集落を占領し、住民を他の土地へ移住させた。

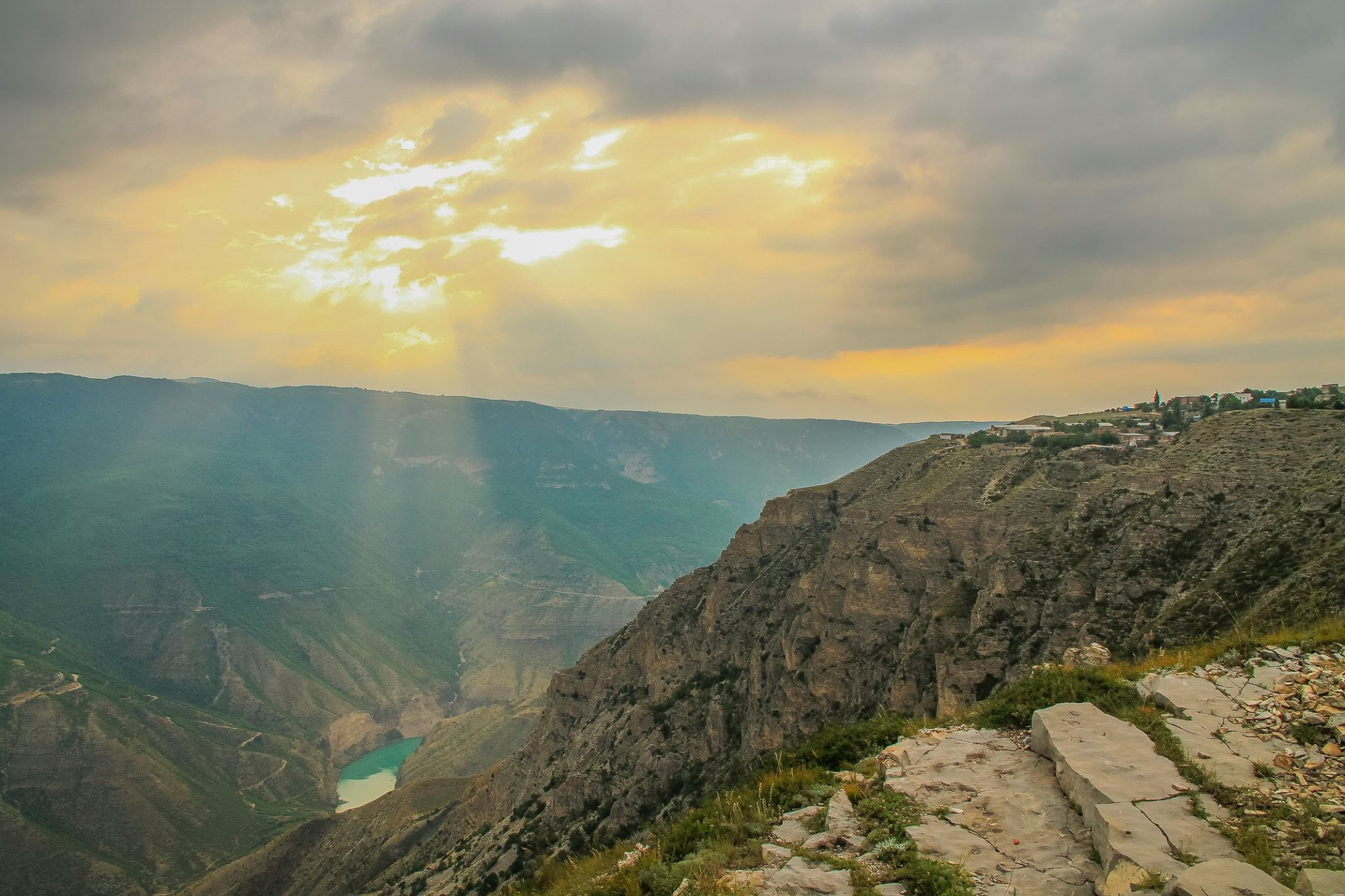
ダゲスタンのスラク渓谷

最終的にアラブ軍はバランジャルに到達した。7世紀半ばのイスラーム教徒による最初の攻撃の間、この都市には強力な要塞が存在したものの、ハザールは馬車の車陣で要塞を取り囲むことによって都市を防御する方法を選んだため、次第に要塞は顧みられなくなったとみられている。722年8月21日にアラブ軍はこれらの車陣を破壊してバランジャルを襲撃した。バランジャルの住民のほとんどは殺されるか奴隷にされたものの、都市の首長を含む少数の者がどうにか北へと逃げ延びた。アラブ軍によって略奪された戦利品は莫大な量におよんだため、アラブ軍の30,000人の騎手のそれぞれが（恐らく後の歴史家によって誇張されているものの）そこから300ディナール金貨を受け取ったといわれている。
ハザールの捕虜の一部はジャッラーフの命令によって溺死させられた。ジャッラーフの軍隊は同様に近隣の要塞を破壊し、北へ進軍を続けた。強力な守備隊を擁していたワバンダル（Wabandar）の要塞は貢納を条件として降伏したものの、アラブ軍の進軍はバランジャルに次いで重要なハザールの都市であるサマンダルに到達する前に切り上げられることになった。アラブ軍はこれらの成功にもかかわらず、この時点ではあらゆる遊牧民の軍隊と同様に補給を都市に依存していなかったハザール軍の主力をまだ倒していなかった。サマンダルの近くにその主力部隊が存在していただけでなく、背後の山岳内の部族の反乱の報告を受けたために、ワルサン（Warthan）への撤退を余儀なくされた。ジャッラーフは帰国後にこれらの軍事行動についてカリフへ報告したものの、戦闘の過酷さを指摘してハザールを倒すための追加の部隊を要求した。ブランキンシップによれば、恐らくジャッラーフの侵攻はイスラーム教徒による文献において描かれているほど大きな成功ではなかった。
翌723年のジャッラーフの行動は文献上からは不明な点が多いものの、バランジャルを越える北方への別の軍事行動を率いていたとみられている（722年のバランジャルへの行動を繰り返したものであったか、あるいはバランジャルを攻略した本当の日付であった可能性もある）。このアラブ軍の行動に対抗してハザールはコーカサスの南部を襲撃したものの、724年2月に数日間続いたクラ川とアラス川の戦いでジャッラーフの率いるアラブ軍によって壊滅的な敗北を喫した。新しいウマイヤ朝のカリフのヒシャーム（在位：724年 - 743年）は増援部隊を送る約束をしたものの、結局援軍を送ることはなかった。それにもかかわらず、724年にジャッラーフはティフリスを占領し、イベリアと北コーカサスのアラン人の地をイスラーム教徒の宗主権下に置き、その過程でダリアル峠を通過して軍事行動を行った最初のイスラーム教徒の司令官となった。これらの成功はダリアル峠を介したハザールの攻撃の可能性からイスラーム教徒の勢力を保護することにつながり、さらにハザールの領域への二つ目の侵入路を得ることになった。

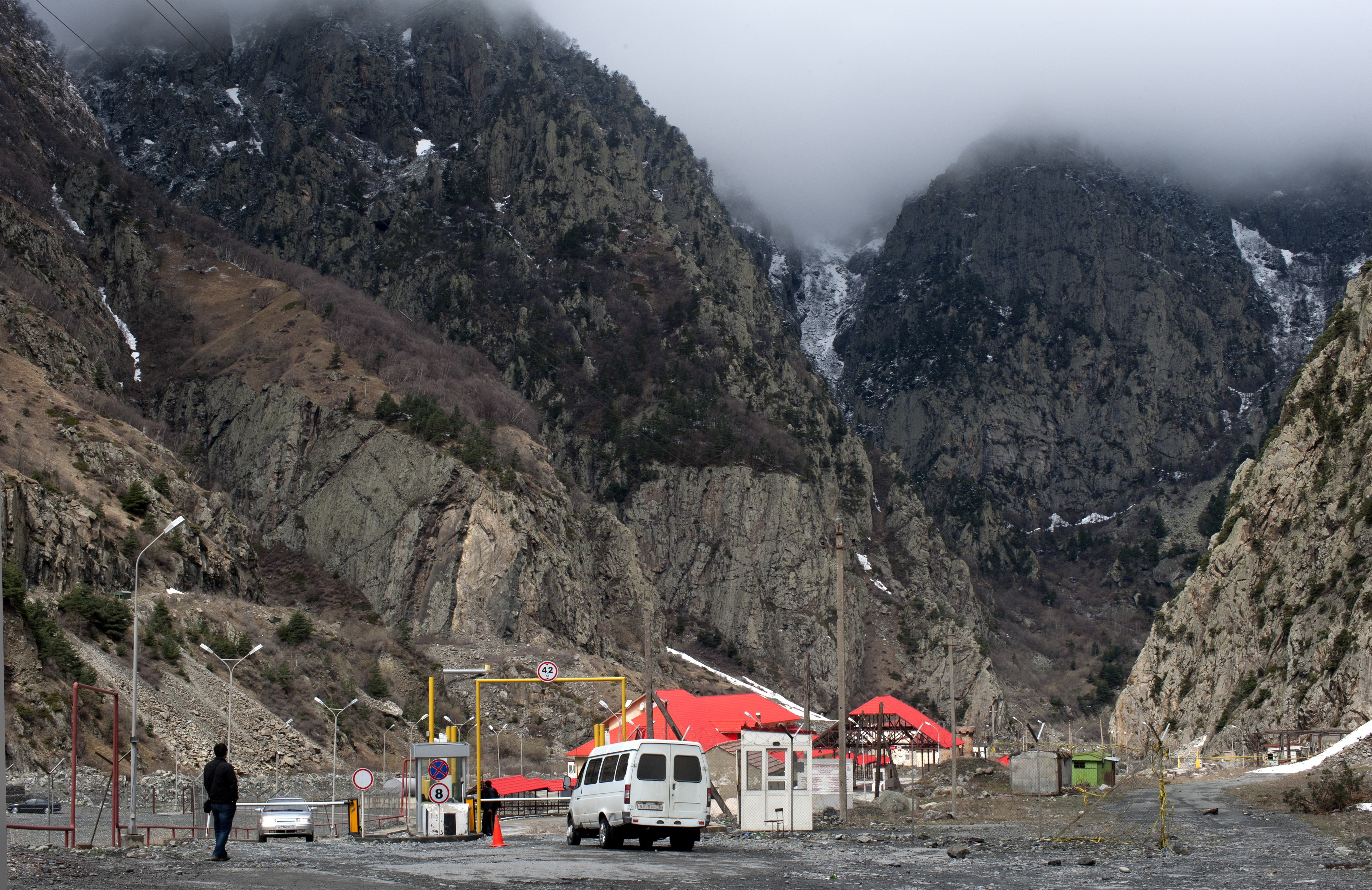
「アランの門」または「イベリアの門」の名で古来からコーカサス山脈を越える交通路として利用されてきたダリアル渓谷（ジョージア＝ロシア国境のジョージア側国境検問所）

725年にカリフのヒシャームはジャッラーフの後任としてすでにジャズィーラ（メソポタミア北部）の総督の任にあった自分の兄弟であるマスラマ・ブン・アブドゥルマリクを指名した。マスラマはウマイヤ朝で最も著名な将軍の一人であったため、この人事はカリフが対ハザールの戦線を重要視していたことを証明している。マスラマはビザンツ帝国に対する作戦をより重視していたためにしばらくの期間ジャズィーラに留まり、自分の代わりにハーリス・ブン・アムル・アッ＝ターイーをコーカサスの戦線に送った。同年、ハーリスはアルバニアにおけるイスラーム教徒の支配権の確立に従事し、レズギスタンとハスマダンの一帯に対してクラ川の流域に沿った軍事行動を展開した。恐らくハーリスはその年の人口調査の指揮にも注力していたとみられている。翌726年にバルジクの率いるハザール軍がアルバニアとアーザルバーイジャーンへの大規模な侵攻を開始した。ハザール軍はワルサンを包囲し、さらに攻撃の際には攻城兵器のマンゴネルを用いていた。ブランキンシップによれば、このような高度な攻城兵器の使用は、ハザールが「まとまりのない単なる野蛮人の集団ではなく、軍事的に洗練された国」であったことを示している。ハーリスはハザールの軍隊をアラス川の岸で打ち破り、川の北へ追い返すことに成功したものの、アラブ人による支配は明らかに不安定な状態に陥っていた。
この出来事をきっかけにマスラマは727年に対ハザールの戦線の指揮を引き継ぎ自ら対応することになった。今や戦いの前線では双方の勢力が対立をエスカレートさせており、マスラマはこの戦いで初めてハザールのカガンと対峙することになった。マスラマは恐らくシリアとジャズィーラの部隊で増強されていた部隊を率いて攻撃を開始し、724年のジャッラーフの遠征以降の期間に失われたと考えられるダリアル峠を奪回してハザールの領土へ進軍したものの、冬の到来によってアーザルバーイジャーンへ引き返すことを余儀なくされた。マスラマがこの遠征で達成した成果がどのようなものであったにせよ、その成果は十分なものではなかった。翌728年にマスラマは再び侵攻したものの、この侵攻はブランキンシップが「ほとんど最悪」と呼ぶもので終わった。アラブの史料では、雨が降り続き、ぬかるみの中でウマイヤ朝軍が30日か40日ものあいだ戦った後、9月17日にハザールのカガンに対する勝利を得たと記録している。しかしながら、帰還時にマスラマはハザール軍の待ち伏せ攻撃を受け、アラブ軍は簡単に荷車を放棄すると大慌てでダリアル峠を越えて安全な方面へ逃げたために、この勝利がどの程度の成果を伴ったものであったかは議論の余地が残る。この遠征の結果マスラマは更迭され、ジャッラーフが再び任務に就くことになった。729年までにアラブ人は南コーカサス北東部の支配を失って再度守勢に立たされることになり、ジャッラーフとともにハザールの侵入に対して再びアーザルバーイジャーンを守らなければならなくなった。

### アルダビールの戦いとアラブ側の反撃

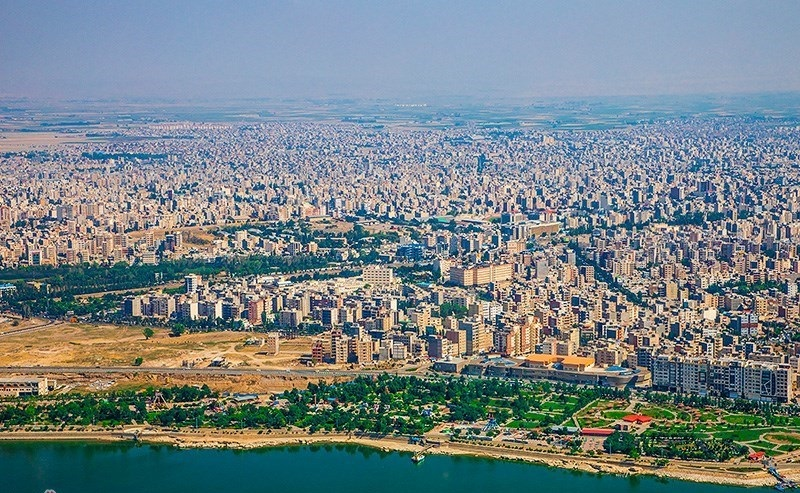
現代のアルダビール

729年か730年にジャッラーフはティフリスとダリアル峠を通過し、再びハザールへの侵攻に向かった。アラブの史料ではジャッラーフはヴォルガ川沿いに位置するハザールの首都のアル＝バイダ（イティル）まで到達したと記録しているが、ダンロップやブランキンシップなどの現代の歴史家は、これについて実際に起こったとは考え難い出来事とみなしている。ハザールはタルマク（Tharmach）という名の指揮官の下で反撃に乗り出したため、ジャッラーフはアルバニアを守るためにまたしてもコーカサス南部へ撤退することを強いられた。ハザール軍がダリアル峠を通過したのかカスピ海の門（デルベント）を通過したのかは不明であるものの、ハザール軍はバルダーアでジャッラーフの部隊を迂回することに成功し、その後アルダビールを包囲した。アルダビールはアーザルバーイジャーンの首府であり、イスラーム教徒の入植者とその家族の集団、合計で30,000人ほどがその城壁の中に住んでいた。ジャッラーフはこの事態を知ると軍隊を率いて急遽南方へ向かい、アルダビールの城外においてハザール軍と交戦した（アルダビールの戦い）。730年12月7日から9日にかけて3日間行われた戦闘の後、25,000人を数えたジャッラーフの軍隊はバルジクが率いるハザール軍によってほぼ全滅した。ジャッラーフもこの戦いにおいて戦死し、指揮権は兄弟のハッジャージュに移ったものの、ハッジャージュはアルダビールを略奪から防ぐことはできなかった。10世紀の歴史家であるヒエラポリスのアガピオスは、ハザールがアルダビールの城内とジャッラーフの軍隊、そして周辺の農村地帯から40,000人もの捕虜を手にしたと記録している。ハザールは自由に地域内を襲撃して回り、ガンザを略奪するとともに多くの集落を攻撃した。一部の分遣隊はウマイヤ朝の本拠地であるシリアに隣接するジャズィーラ北部のモースルにまで達した。

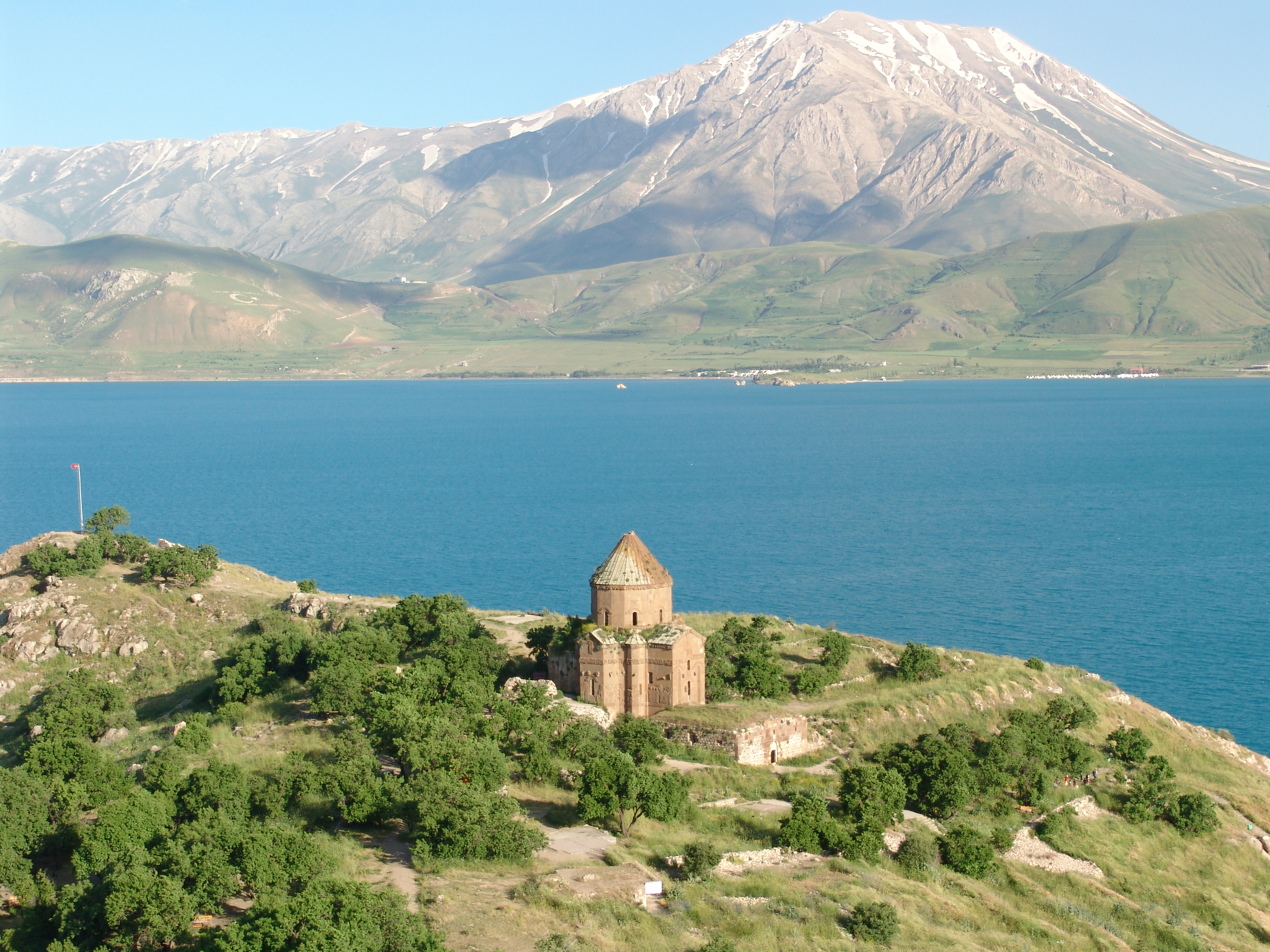
アクダマル島から望むヴァン湖

アルダビールにおけるアラブ軍の敗北は、ウマイヤ朝にとって初めて直面した国境を越えて奥深くに侵入してきた敵によるものであり、イスラーム教徒にとっては大きな衝撃であった。カリフのヒシャームは、マスラマがハザール軍に対する進軍の準備を進めている間に、豊富な経験を持つ軍司令官のサイード・ブン・アムル・アル＝ハラシーを一時的なハザールに対する司令官に任命した。サイードがすぐに召集できた軍勢（説得して軍隊に参加させるために10ディナール金貨を支払わなければならなかったアルダビールからの避難民を含む）は少数であったにもかかわらず、サイードはヴァン湖に面するアフラトの奪回に成功した。そこから北東に向かってバルダーアへ移動し、さらにワルサンを敵軍の包囲から解放するために再び南方へ向かった。サイードはバジャルワン（Bajarwan）の近郊で10,000人の強力なハザール軍と遭遇したものの、これを破ってほとんどのハザールの兵士を殺害し、ハザール軍と共にいた5,000人のイスラーム教徒の捕虜を救出した。生き残ったハザールの部隊はサイードの追撃を受けながらも北方へ逃れた。しかしながら、この成功にもかかわらずサイードは731年の初頭に任務を解かれ、さらにはヒシャームがアルメニアとアーザルバーイジャーンの総督として再度任命していたマスラマの妬みを買ったことで、しばらくの間カバラとバルダーアで投獄されることになった。

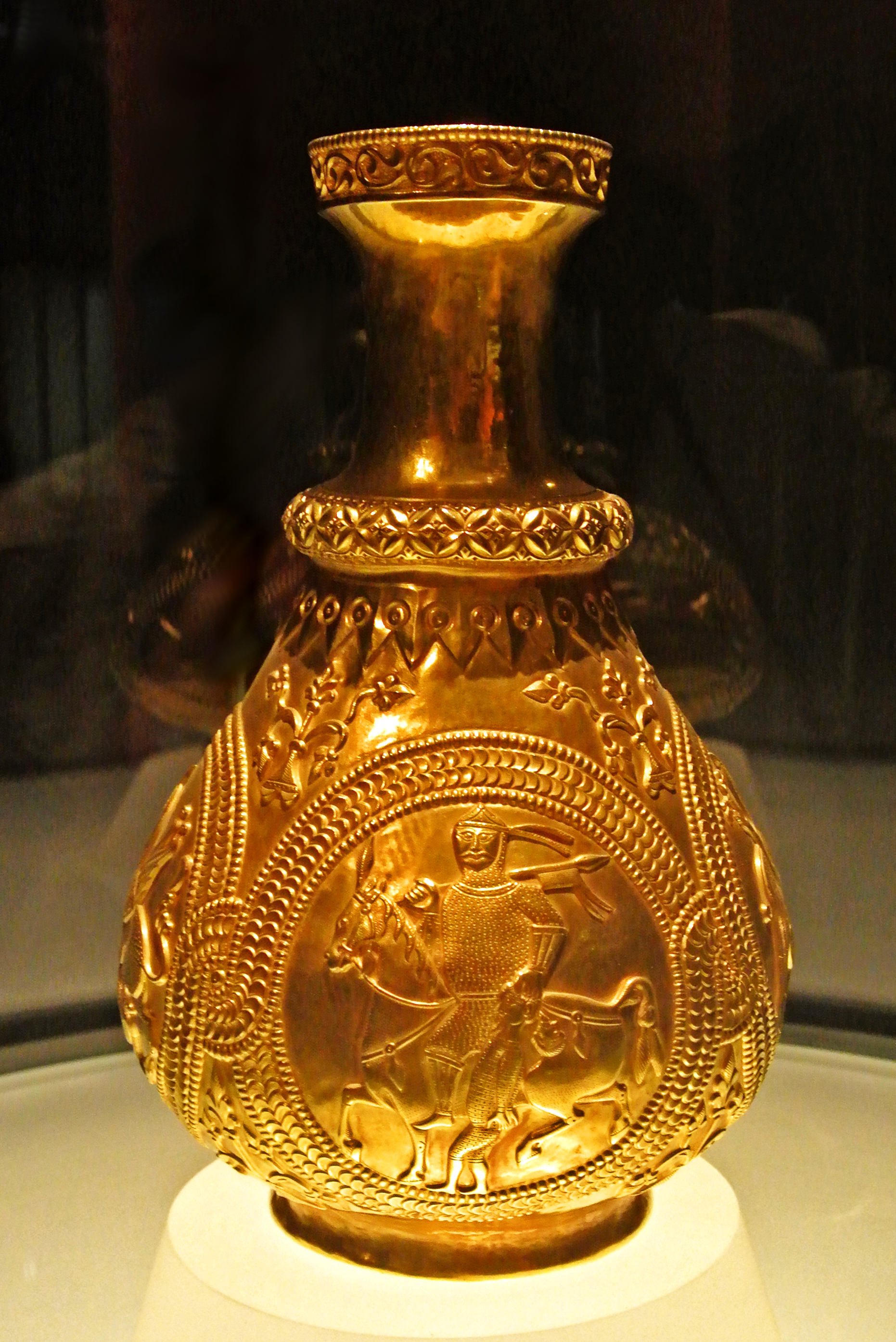
ルーマニアで発見されたナジセントミクローシュの遺宝として知られる宝物群の水差し（8世紀頃）。草原の戦士（民族は諸説あり）が捕虜の頭をつかんでいる様子が描かれている。

マスラマは多数のジャズィーラ出身者の部隊とともにコーカサスに向かい攻勢に出た。そして先遣部隊に対して反抗したハイダン（Khaydhan）の住民へ警告となる処罰を与え、アルバニア各地のイスラーム教徒の忠節を取り戻した後にデルベントへ到達した。そこでマスラマは家族をともにしている1,000人からなるハザールの守備隊の姿を発見し、要塞を迂回して北へ進軍した。文献史料における軍事行動の詳細は728年の出来事と混同されている可能性があるものの、マスラマはカガンが自ら率いるハザール軍の大軍と対峙したことで再び撤退を強いられる前に、ハムジン、バランジャル、およびサマンダルを奪ったとみられている。野営地の灯火を燃やしたままアラブ軍は真夜中に撤退し、通常の2倍の距離を進む強行軍でデルベントへ引き返した。ハザール軍はマスラマの行軍を追ってデルベントの近くで攻撃を加えたものの、地元民の徴兵によって増強されていたアラブ軍はハザール軍の猛攻撃に抵抗し、厳選された小規模な部隊がカガンのテントを襲撃してハザールの統治者を負傷させた。イスラーム教徒の士気は高まり、ハザール軍を攻撃して勝利を収めた。伝えられるバルジクの死亡は恐らくこの戦いか一連の軍事行動の最中であったと考えられている。マスラマはこの勝利の機会を活用して水源に毒を流し込むことでデルベントからハザールの守備隊を追い出し、軍事植民地として都市を再建するとともにほぼシリア人からなる24,000人の部隊をその出身地域（ジュンドと呼ばれる）別に四つの地区に分割して駐屯させた。その後、マスラマは冬の間にコーカサス南部の残りの部隊（大部分はマスラマが贔屓にしていたジャズィーラとキンナスリーンの出身者からなっていた）とともに帰還し、一方でハザールはアラブ軍が放棄した町を再び占領した。デルベントの占領にもかかわらず、マスラマの成果はカリフのヒシャームにとっては不満の残るものであったとみられ、ヒシャームは732年3月にマスラマを更迭して後にウマイヤ朝の最後のカリフとなるマルワーン・ブン・ムハンマド（マルワーン2世、在位：744年 - 750年）を後任に指名した。
732年の夏にマルワーンは40,000人の兵士を率いて北のハザールの地へ侵入した。しかしこの軍事行動に関する記録は混乱している。9世紀のイスラーム教徒の歴史家であるイブン・アーサム・アル＝クーフィーは、マルワーンがバランジャルに到達し、多くの家畜を捕えてデルベントへ戻ったと記録しているものの、軍事行動については728年と731年のマスラマの遠征を強く想起させる表現で説明されており、その信憑性には疑いの余地がある。一方で同じく9世紀の歴史家のハリーファ・ブン・ハイヤートは、マルワーンはデルベントの北の自国と接する近隣地帯へのはるかに限定的な軍事行動を率い、冬の到来によって撤退したと伝えている。マルワーンは南部でより積極的な動きをみせ、アショト3世バグラトゥニをアルメニアを統治する君主の地位に就かせ、ウマイヤ朝軍と協力して軍事力を提供することと引き換えに事実上の広範な自治権を認めた。ブランキンシップによれば、この他では見られない譲歩はウマイヤ朝が直面していた深刻化する人的資源の危機の存在を示している。ほぼ同じ時期にハザールとビザンツ帝国は関係を強化し、ハザールの王女チチャクとコンスタンティノス5世の結婚によって共通の敵に対する正式な同盟を結んだ。

### 戦争の最終段階：マルワーンのハザール侵攻
マルワーンの732年の遠征の後はしばらく平穏な時期が続いた。マルワーンは733年の春にアルメニアとアーザルバーイジャーンの総督の地位をサイード・ブン・アムル・アル＝ハラシーと交代したが、サイードは2年間の統治期間中に軍事行動を起こさなかった。ブランキンシップはこれをアラブ軍の消耗に起因するとし、アラブ人がテュルク人の草原勢力による一連の大きな犠牲を伴う敗北に苦しんでいた732年から734年にかけてのマー・ワラー・アンナフルにおける沈黙した状況と同時期に起きていたことを指摘している。その間にもマルワーンはコーカサスで続いている方針に対する抗議をカリフのヒシャームに持ち込んだと記録されており、ハザールに対処するために120,000人の軍隊と完全な権限とともに自分を派遣するように勧めた。735年にサイードが視力の衰えのために交代を求めた際に、ヒシャームはサイードに代えてマルワーンを任命した。
マルワーンはコーカサスへ戻り、ハザールに決定的な打撃を与えることを決意したものの、マルワーンもしばらくの間は近隣への遠征以外に行動を起こすことができなかったとみられている。マルワーンはティフリスから20パラサング、バルダーアからは40パラサングの距離に位置するカサク（Kasak）に新しい作戦拠点を築いたが、当初の遠征は小規模な地方勢力の支配者に対するものであった。735年にマルワーンはダリアル峠に近いアラニアの3つの砦を占領し、従属勢力の君主としてカリフによって復位していた北コーカサスの地方勢力の支配者であるトゥーマーン・シャーを捕えた。翌736年にはマルワーンは別の地方勢力の支配者であるワルタニスに対して軍事行動を起こし、ワルタニスの城は占拠され、守備兵は降伏したにもかかわらず殺害された。ワルタニス自身は逃亡を試みたものの、ハムジンの住民に捕らえられて処刑された。ヒエラポリスのアガピオスとシリア人ミカエルは、実際にはアラブとハザールはこれらの軍事行動の期間中に和平を結んでいたと記録している。イスラーム教徒の文献によれば、この和平は侵攻の準備のための時間を稼ぎ、マルワーンの目的についてハザールを欺くことを意図しており、マルワーンの短期的な策略に基づくものであったためにアラブ側では和平は無視されるか軽視されていた。

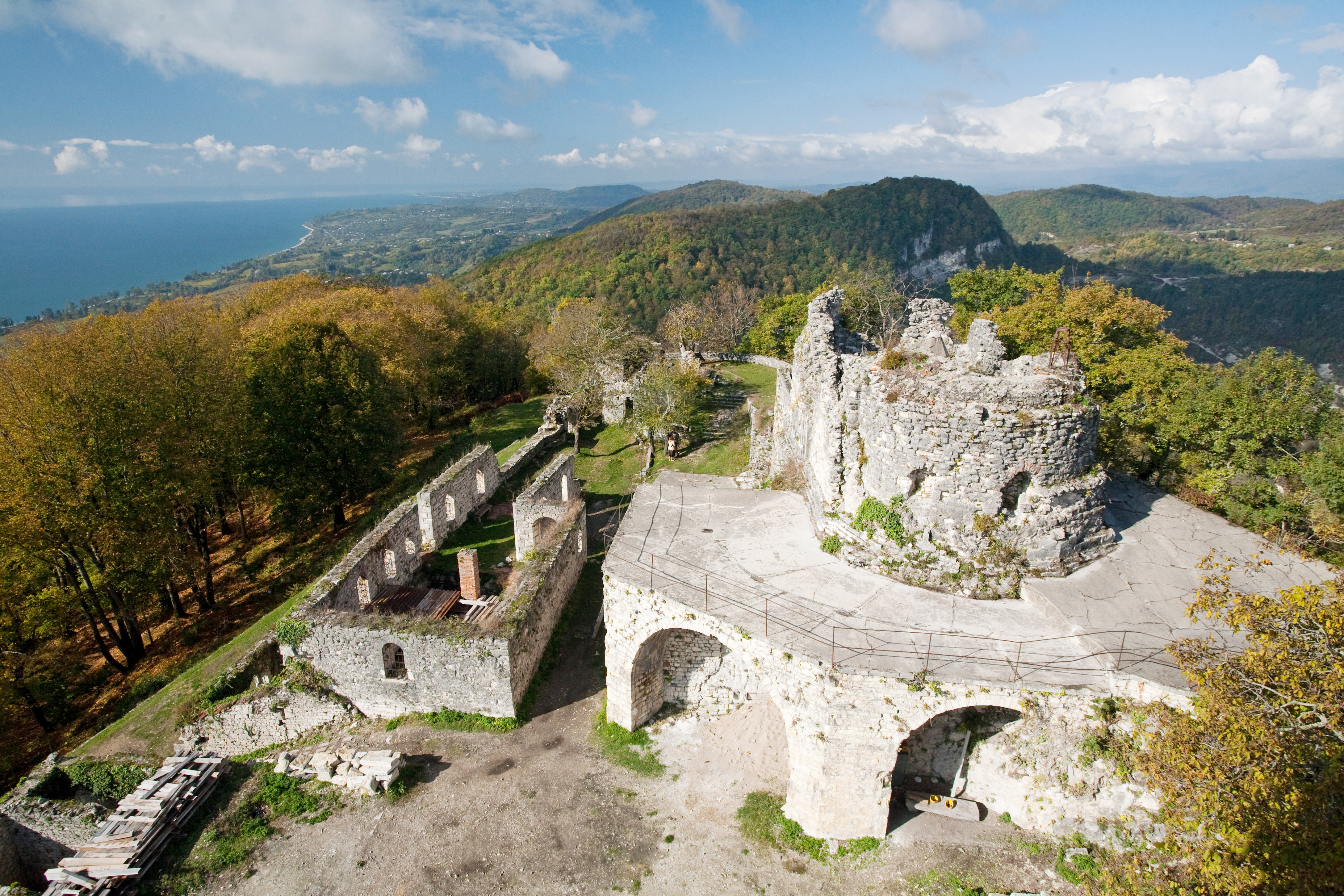
アナコピアの要塞の遺跡と黒海

マルワーンは戦争を完全に終わらせるために737年の大規模な侵攻への準備を進めた。そしてこの計画の支持を得るために直接ダマスクスへ赴き、ヒシャームを説得して支持を得ることに成功したとみられている。10世紀の歴史家のムハンマド・アル＝バルアミーは、軍団は150,000人を数え、シリアとジャズィーラの正規軍とジハード（聖戦）のための志願兵、そしてアショト3世バグラトゥニの配下のアルメニア軍と武器を携帯した非戦闘従事者および使用人からなっていたと主張している。マルワーンの軍隊の実際の規模がどの程度のものであったにせよ、その規模は巨大であり、実際にそれまでハザールに対して送られた軍隊としては最大の規模であった。マルワーンは最初にアラブ人とその従属勢力の君主であるアショト3世を敵視するアルメニア人の一派を制圧することで後方の足場を固めた。その後イベリアに押し寄せ、コスロヴ朝の支配者を黒海沿岸に位置するビザンツ帝国の保護下にあったアブハジア公国のアナコピアの要塞へ追い詰めた。マルワーンはアナコピアを包囲したものの、自軍内で赤痢が大流行したために撤退を余儀なくされた。
その後、マルワーンはすぐにハザールに対して二方面から攻撃を開始した。デルベントを治めていたアスィード・ブン・ザーフィル・アッ＝スラミーの指揮する30,000人の部隊（コーカサスの現地勢力から徴集された兵士のほとんどを含んでいた）がカスピ海沿岸に沿って北上し、一方でマルワーンの部隊の大部分はダリアル峠を通過した。侵略はほとんど抵抗を受けることはなく、アラブの史料ではマルワーンがハザールの使者を故意に引き止め、ハザールの領土の奥深くに侵入した時点で宣戦布告を言い渡して帰還を認めたと記録している。双方のアラブ軍の部隊はサマンダルに集結し、そこで大規模な観兵式が実施された。イブン・アーサムによれば、部隊にはウマイヤ朝を象徴する色である白の新調された衣類、そして同様に新しい槍が支給された。複数のアラブの史料によれば、そこからマルワーンは進軍を続け、ヴォルガ川沿いに位置するハザールの首都であるアル＝バイダ（イティル）に到達した。ハザールのカガンはウラル山脈方面へ撤退したが、首都を守るためにかなりの規模の部隊を残していた。ブランキンシップによれば、これは「見事な深部への侵入」であったものの、戦略的な価値はほとんどなかった。10世紀の旅行家であるアフマド・ブン・ファドラーンとイスタフリーは、当時のハザールの首都を大規模な野営地の域を出ないと説明しており、過去においてより大きく都市化されていたことを示す証拠は存在しない。

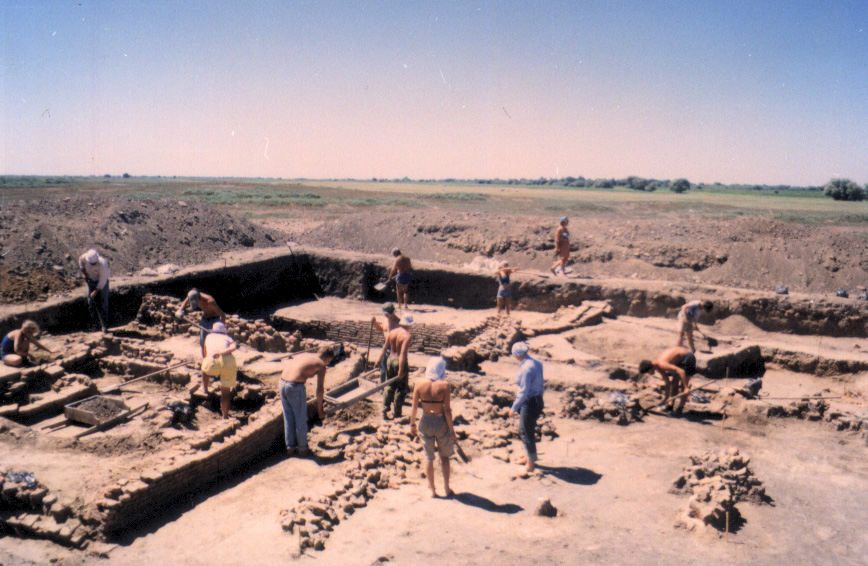
一部の考古学者がハザールの首都のイティルに比定したサモスデルカの発掘調査の様子

この後に続く軍事侵攻の経過は、イブン・アーサムとその著作から引用された文献によってのみ伝えられている。文献史料の説明によれば、マルワーンはさらに北へ侵攻し、ヴォルガ・ブルガールの地にまで至る領域に広がり、ハザールの支配下に置かれていたブルタスと呼ばれるスラヴ人の一派を攻撃して20,000世帯の家族（または他の説明では40,000人）を捕虜とした。タルカン（テュルク人の国家において最も高位の称号の一つ）の指揮下にあったハザール軍は、ヴォルガ川の対岸からアラブ軍の進軍を追跡した。ハザール軍が戦闘を避けていた時に、マルワーンはカウサル・ブン・アル＝アスワド・アル＝アンバーリーが指揮するヴォルガ川を横断する40,000人の分遣隊を派遣し、湿地帯に展開していたハザール軍を奇襲した。その後の戦闘でアラブ軍はタルカンを含む10,000人のハザール兵を打ち倒し、7,000人を捕虜とした。この結果、ハザールのカガンは自ら和平を申し出たといわれている。伝えられるところによれば、マルワーンは「イスラームか剣か」の選択肢を示し、すぐにカガンはイスラームへ改宗することに同意した。教義の詳細（ワインや豚肉、そして適切に処理されていない肉類の消費の禁止が具体的に言及されている）についてカガンに説明するために2名のファキーフ（イスラーム法学者）が派遣された。また、マルワーンは多数のスラヴ人とハザール人の捕虜を連行し、これらの捕虜をコーカサス東部へ再定住させた。バラーズリーによれば、カヘティにおよそ20,000人のスラヴ人が定住し、ハザール人はアッ＝ラクズ（al-Lakz）に定住した。その後すぐにスラヴ人は任命された領主を殺害して北へ逃亡したものの、マルワーンは逃亡者の一団を追跡して殺害した。
マルワーンの737年の遠征によってアラブとハザールの軍事衝突は最高潮に達したが、実際にアラブ側が得ることができた成果はわずかなものだった。アルダビールの戦い以降のアラブ人の一連の軍事行動はハザールのさらなる戦争行為の継続を思いとどまらせた可能性があるものの、イスラームもしくはアラブの支配権をカガンに認めさせるためには、明らかにハザールの領土の奥深くにアラブ軍が存在していることが条件であった。しかしながら、そのような軍の駐留を長期間維持することはできなかった。さらにカガンのイスラームへの改宗に関する信憑性については疑問が呈されている。恐らくは一次資料にかなり忠実であったと考えられるバラーズリーの説明では、イスラームに改宗したのはカガンではなく、アッ＝ラクズに定住したハザール人の統治を任された小規模な領主であったことが示唆されている。ブランキンシップは、もしハザール人のイスラームへの改宗者が安全のためにウマイヤ朝の領内へ移動したのであれば、カガンの改宗は真実とは考え難いとしている。また、イスラーム教徒のアラブ人の帝国とキリスト教国であるビザンツ帝国の双方からの独立を強調し、同化を避ける決意に明らかに多くを負っていた決断によって、740年頃にハザールの宮廷がユダヤ教を公認の宗教として受け入れたという事実によっても矛盾を示している。

### 戦争の余波と影響

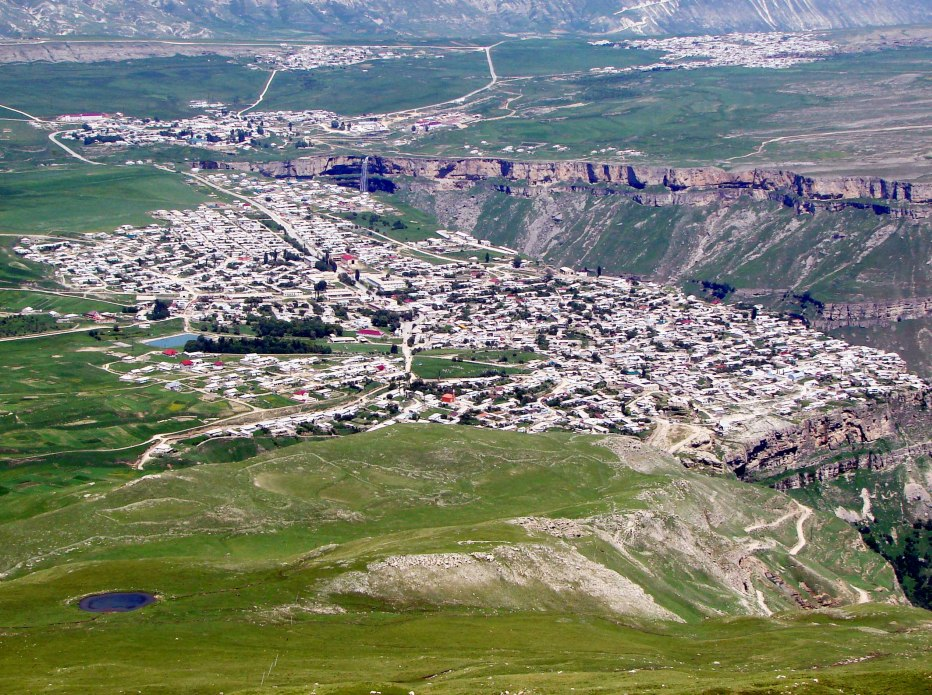
中世に存在したキリスト教国家サリルの首都であった北コーカサスのフンザフ

マルワーンの軍事行動における実際の出来事がどのようなものであったにせよ、737年以降は20年以上にわたりアラブとハザールの間で戦争が起こることはなかった。コーカサスにおけるアラブ人の軍事活動は741年まで続き、マルワーンは北コーカサスのさまざまな地方勢力に対する遠征を繰り返した。ブランキンシップは、これらの軍事行動は恒久的な征服を試みるというよりは、むしろアラブ軍の維持費用を確保するために貢納を引き出し、戦利品を奪い取ることを目的とした略奪に近いようなものだったと強調している。一方でイギリスの東洋学者のダグラス・モートン・ダンロップは、マルワーンはハザールの征服に「あと僅かで成功しそう」であったとし、「後日カガンに対する作戦を再開するつもりであったようにみえる」と考察しているものの、これは決して実現することがなかった。
ウマイヤ朝はデルベントにおいて概ね安定し、固定化された国境を確立することに成功した。しかしながら、ウマイヤ朝は努力を重ねたにもかかわらず、頑強なハザールの抵抗に直面したためにデルベントより先に進出することができなかった。ダンロップはコーカサスにおけるウマイヤ朝とハザールの対立と、おおよそ同時期に起きたトゥール・ポワティエ間の戦いで終焉を迎えたピレネー山脈を超えたウマイヤ朝とフランク王国の対立の関係を例に取り、ハザールは初期のイスラーム教徒による征服活動の潮流を阻止する上で極めて重要な役割を果たしたと述べている。また、歴史家のピーター・ベンジャミン・ゴールデンは、アラブ人は長期におよんだ紛争の期間中に「南コーカサスの大部分の支配を維持し続けることに成功した」とし、時折発生したハザールの襲撃にもかかわらず、「本当に深刻な脅威にさらされたことは一度もなかった」としている。その一方で、デルベントの北へ国境を押し出すことに失敗したアラブ人は、明らかに「帝国における活動力のほとんど限界に達していた」と指摘している。
また、ブランキンシップは、二度目のアラブとハザールの戦争がウマイヤ朝にもたらした限定的な利益は消費された資源に見合うものではなかったことを強調している。アラブ人の支配は実際には低地と沿岸部に限られており、ウマイヤ朝の国庫を埋めあわせるにはこれらの土地はあまりにも貧弱であった。さらに重要なこととして、デルベントの大規模な駐屯軍を維持する必要から、ウマイヤ朝政権の重要な支柱であり、すでに多くの地域に展開されていたシリアとジャズィーラの部隊をさらに消耗させることになった。さまざまな戦線に部隊を分散させたことによるウマイヤ朝のシリア軍の弱体化は、最終的に740年代のウマイヤ朝の内戦と、それに続くアッバース革命によるウマイヤ朝の崩壊の主要な要因になったと考えられている。

## その後の紛争

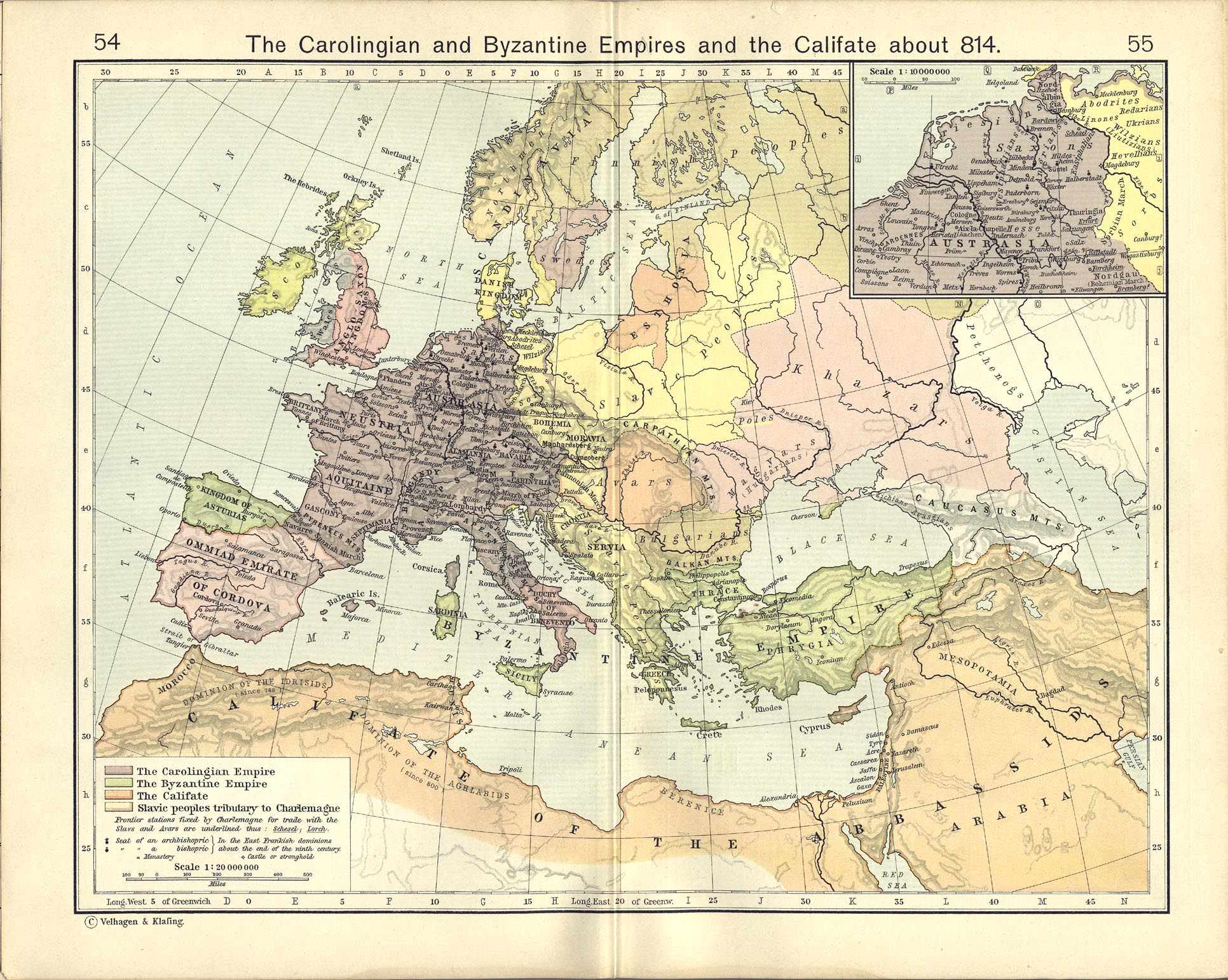
814年頃のヨーロッパと地中海の勢力図（Historical Atlas）
アッバース朝
ハザール
ビザンツ帝国
カロリング帝国

ハザールはアッバース朝の成立後にイスラーム教徒の支配する領域への襲撃を再開し、襲撃は南コーカサスの奥深くにまで達した。しかし、9世紀までにほぼデルベントの門にまで至るダゲスタンの支配を回復したにもかかわらず、ハザールがコーカサス南部のイスラーム教徒の支配地に対して真剣な挑戦を試みることは決してなかった。トーマス・シャウブ・ヌーナンは、「ハザールとアラブの戦争は膠着したまま終焉を迎えた」と指摘している。
ハザールとアッバース朝の最初の紛争は、カリフのマンスール（在位：754年 - 775年）が進めた外交政策の結果によるものだった。マンスールはアッバース朝とハザールの関係の強化を試み、760年頃にアルメニアの総督のヤズィード・アッ＝スラミーにカガンのバガトゥルの娘と結婚するように命じた。結婚は華やかな祝宴の中で行われたものの、カガンの娘は2年後の出産で幼児とともに死亡した。カガンはイスラーム教徒が娘を毒殺したのではないかと疑い、762年から764年にかけてコーカサス南部への破壊的な襲撃に乗り出した。ホラズム出身のラスという名のタルカンの指揮の下で、ハザール軍はアルバニアとアルメニア、そしてイベリアを徹底的に荒らし回り、ティフリスを占領した。ヤズィード自身は逃亡に成功したものの、ハザール軍は何千人もの捕虜と多くの戦利品を伴って北へ戻った。しかしながら、十数年後の780年にイベリアの君主の地位を追われたネルセがアッバース朝に対する軍事行動を起こして自分を復位させるようにハザールで説得を試みた際にはカガンは要求を拒否している。これは恐らくクリミア半島をめぐるビザンツ帝国との対立に起因するハザールの外交政策における短期的な反ビザンツ指向の結果であったと考えられている。同じ時期にハザールはビザンツ帝国の支配に対するアブハジア公レオン2世の独立を支援した。

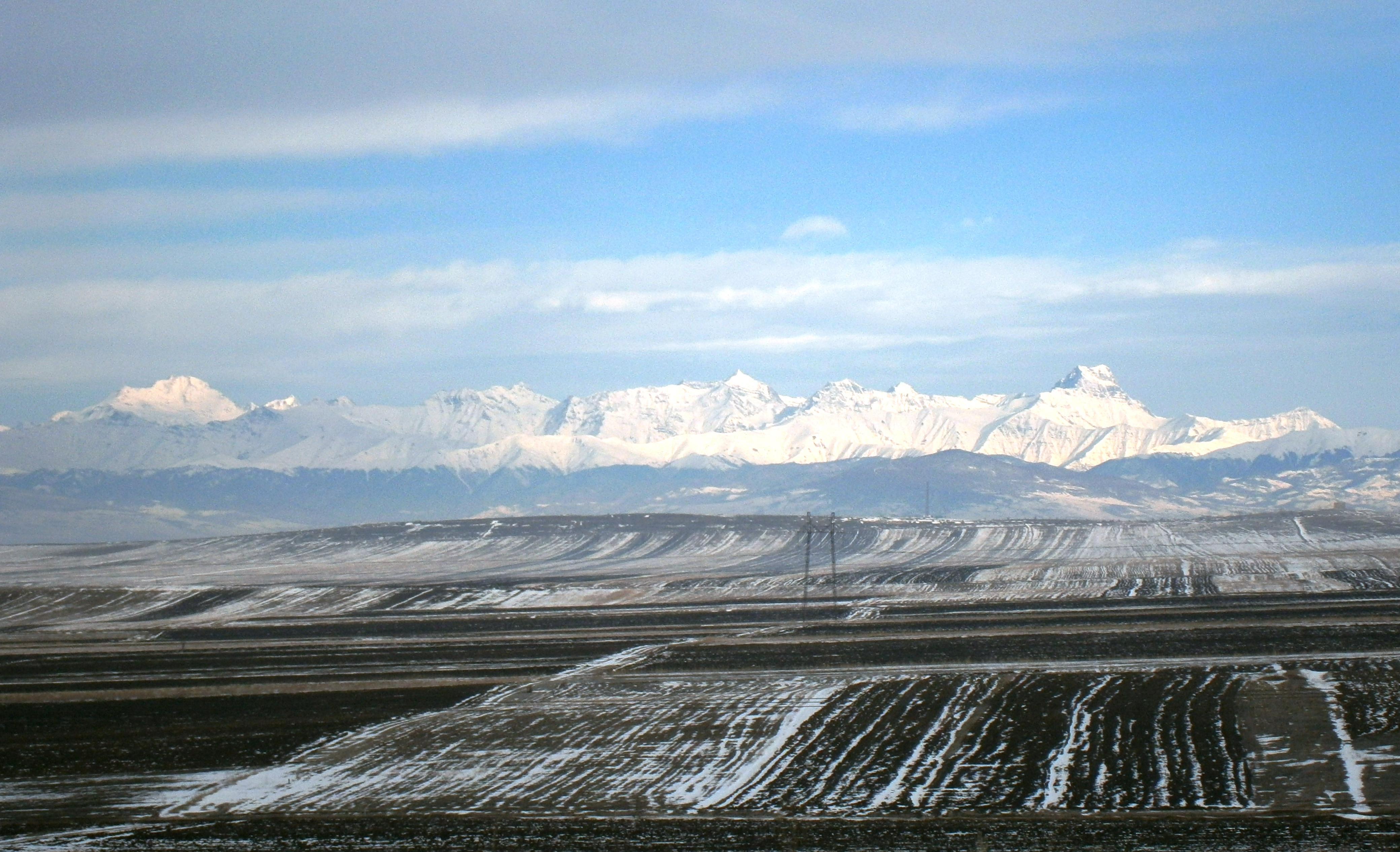
カルトリのゴリ近郊から望むコーカサス山脈

その後はアラブとハザールの間でしばらく平和が維持されていたものの、799年に南コーカサスへの最後の大規模なハザールの侵攻が発生した。年代記作家たちは、この侵攻は再び起こった婚姻政策の失敗の結果であったと考察している。ジョージアの史料によれば、カヘティ公アルチル（在位：736年 - 786年）の美しい娘であるシュシャンとの結婚をハザールのカガンが切望し、イベリアへ侵攻してシュシャンを捕えるために将軍のブルジャンを派遣した。カルトリ地方の中心部の大半が占領され、カヘティ公ジュアンシェル2世（在位：786年 - 807年）は捕えられて数年にわたり拘束された。しかし、シュシャンは捕えられるよりは死を選んで自殺し、激怒したカガンは失態を犯したブルジャンを処刑した。一方でアラブの年代記作家は、アッバース朝の総督のファドル・ブン・ヤフヤー（アッバース朝で権勢を振るったバルマク家の一人）がカガンの娘の一人との結婚を計画したものの、その娘が南方へ向かう途上で死亡したことが原因であったとしている。また、タバリーはこれとは異なる話として、デルベントを統治していた将軍のサイード・ブン・サルムに父親を処刑された地元のアラブ人の有力者が報復のためにハザールを攻撃に誘ったと説明している。アラブの史料によれば、ハザールの襲撃はアラス川にまで達した。そして新しくアルメニアの総督（オスティカンと呼ばれる）に任命されたヤズィード・ブン・マズヤドは、予備軍として派遣されたフザイマ・ブン・ハーズィムの部隊とともに派兵することを余儀なくされた。
アラブとハザールは9世紀から10世紀にかけて北コーカサスで散発的な衝突を続けたものの、衝突は局地的なものであり、8世紀の大規模な戦争と比べればはるかに静かなものであった。そのような状況の例として、オスマン帝国の歴史家のムネッジム・バシュは、901年頃から912年まで続いたアラブとハザールの戦争について記録しているものの、一方ではほぼ同時期にアラブとの戦争の動きとも恐らく関連していたとみられているルーシ族のカスピ海への襲撃が発生していた（ハザールはルーシ族に対して妨害することなく自身の土地を通過することを認めていた）。実際にハザールにとって南方の国境の安定は、草原地帯においてハザールの覇権に挑戦する新たな脅威が出現したためにより重要な問題となっていた。10世紀にハザールの覇権は漸進的な支配力の衰えとともに後退し、ルーシ族やオグズのような他のテュルク系遊牧民によって打倒された。ハザールの領土はヴォルガ川下流域周辺の中核地帯にまで縮小し、コーカサスにおけるアラブのイスラーム系諸勢力の勢力範囲から排除された。このため、1030年のギャンジャのシャッダード朝と「ハザール」の戦争に関するイブン・アル＝アスィールによる記述は、恐らくハザール人ではなくジョージア人について言及している。そして最後に末期のハザール人はかつての敵の中に避難場所を見つけた。ムネッジム・バシュは、1064年に「3,000世帯からなるハザール人の残余者の一団がハザールの地から（ダゲスタンの不明の場所である）カタン（Qahtan）にたどり着いた。彼らはその地を再建し、そこに住み着いた。」と記録している。